# Lepre (atletica leggera)

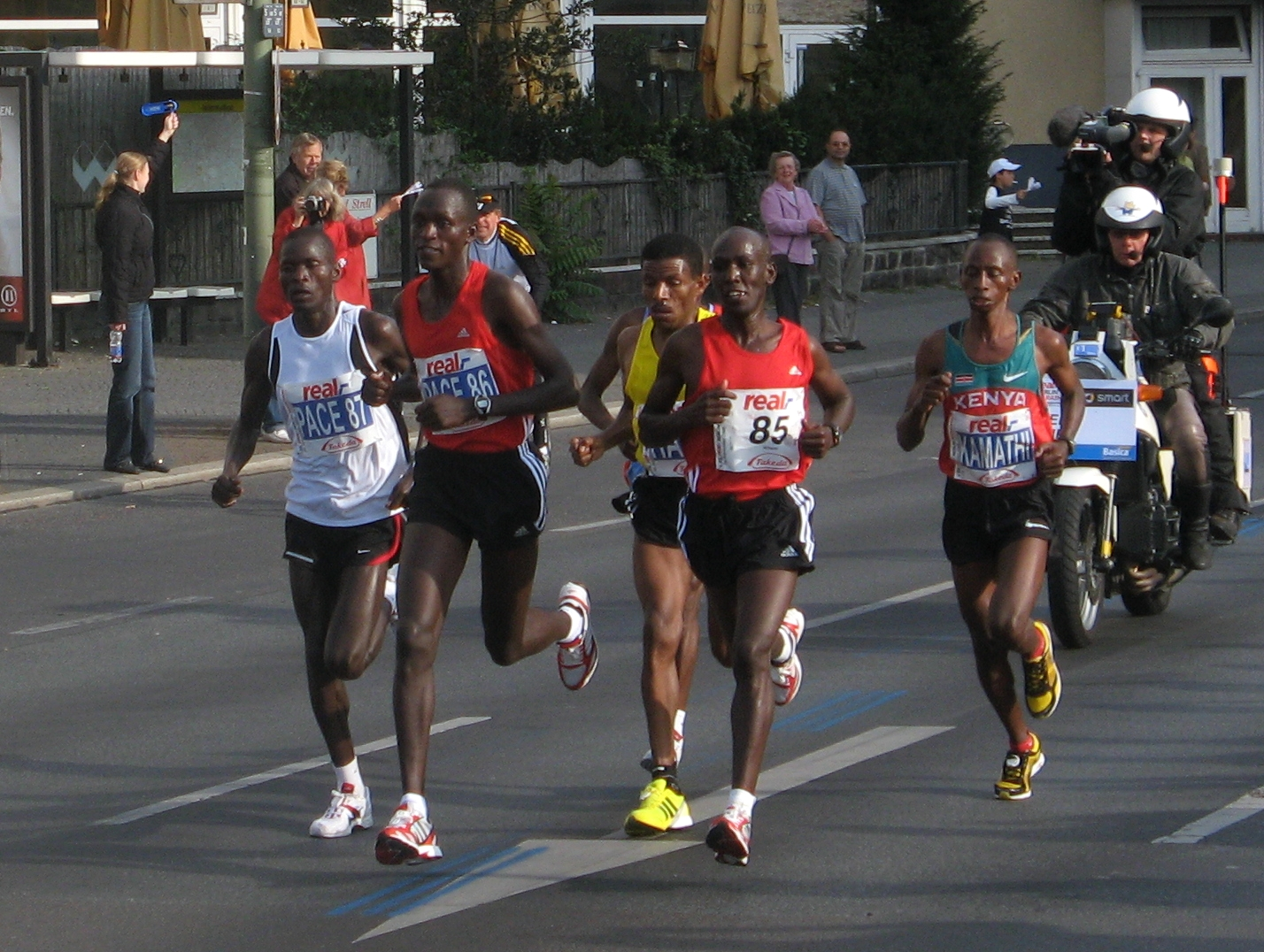
Le lepri Abel Kirui, Elijah Keitani e Wilson Kigen dettano il ritmo a Haile Gebrselassie e Charles Kamathi alla Maratona di Berlino 2008

La lepre (chiamato anche pacer), nell'atletica leggera, è un atleta che conduce la prima parte di una gara di mezzofondo (800 m, 1500 m, 3000 m, 5000 m, 10000 m o 3000 siepi) o di fondo (maratona e mezza maratona), per garantire un buon tempo finale ai corridori favoriti ed evitare una corsa troppo tattica.
Le lepri sono frequentemente impiegate dagli organizzatori di meeting per la maggiore possibilità di stabilire un record mondiale con tempi specifici per giro. Alcuni atleti sono diventati lepri professioniste. Chi invece conduce la prima parte di gara per vincere è chiamato col termine inglese di front-runner.

## Storia
Uno dei primi casi di utilizzo di lepri nell'atletica avvenne il 6 maggio 1954 a Oxford, durante un incontro tra la British AAA e l'Università di Oxford, davanti a un pubblico di 3000 spettatori. I britannici Chris Brasher e Chris Chataway aiutarono il connazionale Roger Bannister a battere il record mondiale del miglio col tempo di 3'59"4, primo uomo a correre tale distanza in meno di 4 minuti.
Anni dopo, a partire dagli anni ottanta l'uso delle lepri nell'atletica diventò frequente nei tradizionali meeting di atletica leggera. Le lepri venivano ingaggiate dagli organizzatori assieme a qualche grande campione con lo scopo di far battere un record e dar lustro alla stessa manifestazione. In alcuni casi eccezionali, è successo anche che le lepri abbiano vinto la gara, al contrario delle aspettative del pubblico e degli stessi organizzatori.
Nel 1981, ai Bislett Games di Oslo, meeting annuale che si disputa nella capitale norvegese, gli organizzatori avevano ingaggiato per i 1500 m lo statunitense Tom Byers, perché tenesse alto il ritmo ad atleti di grande caratura, come il già primatista mondiale Steve Ovett, a quel tempo dominatore del mezzofondo assieme all'altro britannico e rivale Sebastian Coe. Ovett tuttavia non seguì Byers nei primi giri, pensando che il suo ritmo fosse esageratamente veloce e che la lepre non sarebbe nemmeno arrivata al traguardo, come spesso capita. Tuttavia Byers proseguì e si trovò all'ultimo giro di pista con un vantaggio di oltre 10 secondi su Ovett. Il britannico accelerò tentando almeno di vincere la gara sull'ormai esausto Byers, ma questi strinse i denti e riuscì a rimanere in testa precedendo Ovett al traguardo per mezzo secondo.
Un altro caso simile accadde alla Maratona di Los Angeles del 1994, quando l'anziano Paul Pilkington, lepre professionista, venne ingaggiato dagli organizzatori per correre a grandi ritmi almeno mezza maratona e far ottenere un buon tempo ai migliori, tra i quali spiccava il nome del gibutiano Salah, uno dei migliori maratoneti di quegli anni. Pilkington prese un grande vantaggio e nessuno lo seguì, dopo oltre 20 km decise di proseguire fintanto che non lo avrebbero raggiunto. Ma nessuno riuscì a recuperare l'enorme svantaggio e Pilkington vinse con quasi un minuto di vantaggio sull'italiano Luca Barzaghi.
Nel 2003 invece, alla Maratona di Berlino, il keniano Sammy Korir era la lepre designata e non vinse la gara, ma ci andò molto vicino, arrivando secondo ad appena 1 secondo dal connazionale Paul Tergat, che grazie all'andatura sostenuta della prima parte di gara, stabilì il record mondiale con 2h04'55".
Le lepri sono talvolta usate anche in ippica, dove in alcune classiche corse di cavalli su distanza superiori al miglio, cavalli specialisti in distanza più brevi (1000 m o poco più) hanno il compito di tenere alti i ritmi di corsa per i migliori cavalli della stessa scuderia. Anche in quel caso, occasionalmente è successo che una "lepre" sia terminato davanti al favorito di scuderia: al Queen Elizabeth II Stakes del 1994 la lepre Maroof vinse a sorpresa la gara ad Ascot, quando era inizialmente quotato 66:1. Un'altra lepre, curiosamente con lo stesso fantino in sella (Richard Hills), nel 2001 replicò la sorpresa in quella classica con Sumoner (quotato 33:1), battendo tutti i favoriti compreso Noverre che aveva in sella Dettori. o come all'Epsom Derby 2010, quando At First Sight arrivò secondo ma davanti ai due favoriti della stessa scuderia.